# Max Wagenknecht

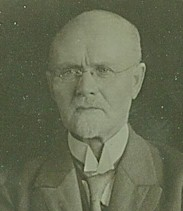
Max Wagenknecht

Max Otto Arnold Wagenknecht (* 14. August 1857 in Woldisch Tychow, Pommern, Preußen; † 7. Mai 1922 in Anklam, Pommern, Preußen) war ein deutscher Komponist von Orgel- und Klaviermusik. Sein bekanntestes Werk ist das Opus 5, 58 Vor- und Nachspiele. Das Werk demonstriert eine besondere Begabung für melodische Orgelkompositionen.

## Biografie
Wagenknecht war der Sohn des Lehrers Julius Ernst Karl Wagenknecht und Seraphine Emilie Tugendreich Siefert. Er wurde früh mit der Musik vertraut gemacht und studierte später das Klavier- und Orgelspiel. Ein Stipendium, das er um 1875 erhielt, ermöglichte ihm die Fortsetzung seines Studiums an der Hochschule für Musik in Berlin (heute Universität der Künste Berlin), das er um 1880 abschloss.
In Franzburg, wo Wagenknecht Dozent am Lehrerseminar geworden war, lernte er seine spätere Frau Meta Benz kennen, die er 1885 heiratete. Mit ihr hatte er zwei Kinder, Gertrud Wagenknecht (1886–1970) und Georg Wagenknecht (1889–1951).
Als Musiklehrer am Vorpommerschen Lehrerseminar in Franzburg und ab 1901 Organist und Komponist in  Anklam, vollendete er im Juli 1889 das Opus 5, 58 Vor- und Nachspiele. In dieser Zeit war Wagenknecht auch am Bau und der Restaurierung von Orgeln beteiligt, gab mehrere Konzerte und leitete etliche Orchester.

## Werke (Auswahl)
Die Gesamtzahl der musikalischen Werke Max Wagenknechts ist nicht bekannt. Von seinen Kompositionen sind nur folgende erhalten geblieben:
- Opus 1: Drei Polkas für Klavier
- Opus 2: Rheinländer für Violine und Flöte zur Klavierbegleitung
- Opus 3: Drei Lieder mit Text von Schanz, Kletke und Reinick zur Klavierbegleitung
- Opus 5: 58 Vor- und Nachspiele, 58 kurze Stücke für Orgel und eine Fughette und Fuge
- Opus 10, 13 and 14: Lieder zur Klavierbegleitung